# Арсакидзе, Ута
Ута (Константин) Арсукидзе (ум. 1029) — грузинский архитектор, строитель храма Светицховели.

## Упоминания

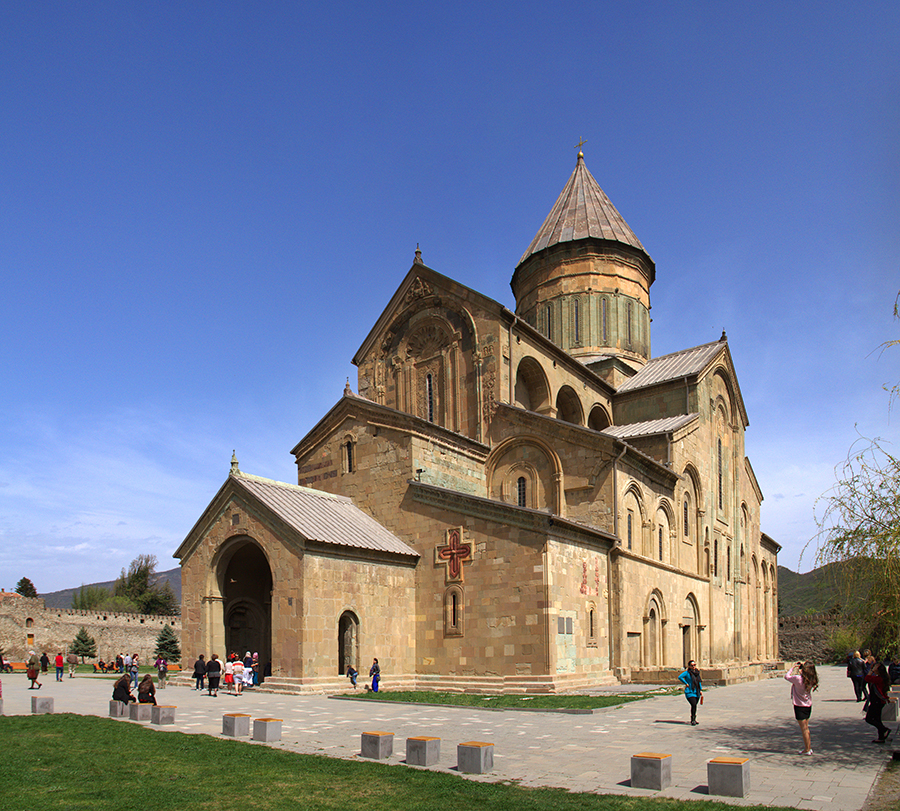
Фотография кафедрального собора Светицховели

Его имя высечено в двух местах: на восточном фасаде храма, под средним перекрытием и на северной стороне, на двух камнях, меж которых вставлен третий с высеченым изображением руки и чертежным инструментом. Надпись с грузинского переводится как: «Десница раба Божия Арсукидзе».
Строительство храма Светицховели велось с 1010 по 1029 год, при котором для создания совершенно нового независимого произведения в качестве строительного материала использовались камни старой (V—VI века) базилики. Это свидетельствует о художественной зрелости и таланте, большом практическом опыте и мастерстве. Сам Ута принимал участие в строительстве западных врат в качестве строителя.
О жизни и происхождении Арсукидзе не сохранилось никаких достоверных сведений, за исключением поздних легенд. Предполагается, что он не принадлежал к знати и происходил из городского сословия, однако изучал архитектуру в Византии.

## Образ в искусстве

### В литературе
- Константин Гамсахурдия. Десница великого мастера.

### В кино
- Десница великого мастера (фильм)